# Cryptanthus praetextus
Cryptanthus praetextus är en gräsväxtart som beskrevs av Charles Jacques Édouard Morren och John Gilbert Baker. Cryptanthus praetextus ingår i släktet Cryptanthus, och familjen Bromeliaceae. Inga underarter finns listade i Catalogue of Life.

## Bildgalleri

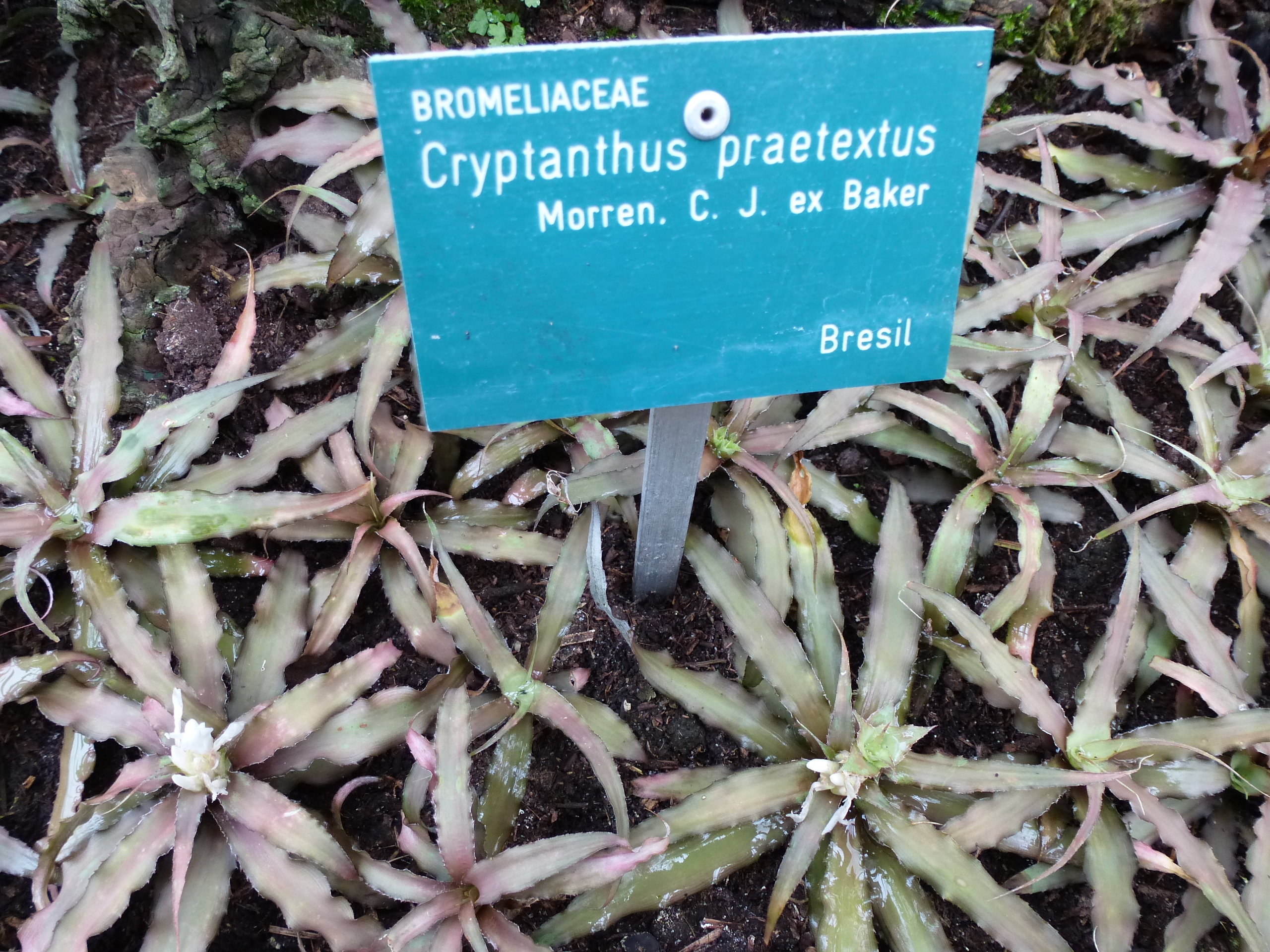